# Laban Rotich
Pour les articles homonymes, voir Laban et Rotich.
Laban Rotich (né le 20 janvier 1969 à Mosoriot) est un athlète kenyan, spécialiste du 1 500 mètres.

## Palmarès

### Championnats du monde d'athlétisme en salle
- Championnats du monde d'athlétisme en salle 1999 à Maebashi,  Japon
  -  Médaille d'argent sur 1500 m
- Championnats du monde d'athlétisme en salle 2004 à Budapest,  Hongrie
  -  Médaille de bronze sur 1500 m

### Championnats d'Afrique d'athlétisme
- Championnats d'Afrique d'athlétisme 1998 à Dakar,  Sénégal
  -  Médaille d'or sur 1500 m
- Championnats d'Afrique d'athlétisme 2002 à Tunis,  Tunisie
  -  Médaille d'argent sur 1500 m

## Record
Son record personnel sur 1500 mètres en plein air est de 3 min 29 s 91, réalisé à Zurich en 1998.